# Lò phản xạ

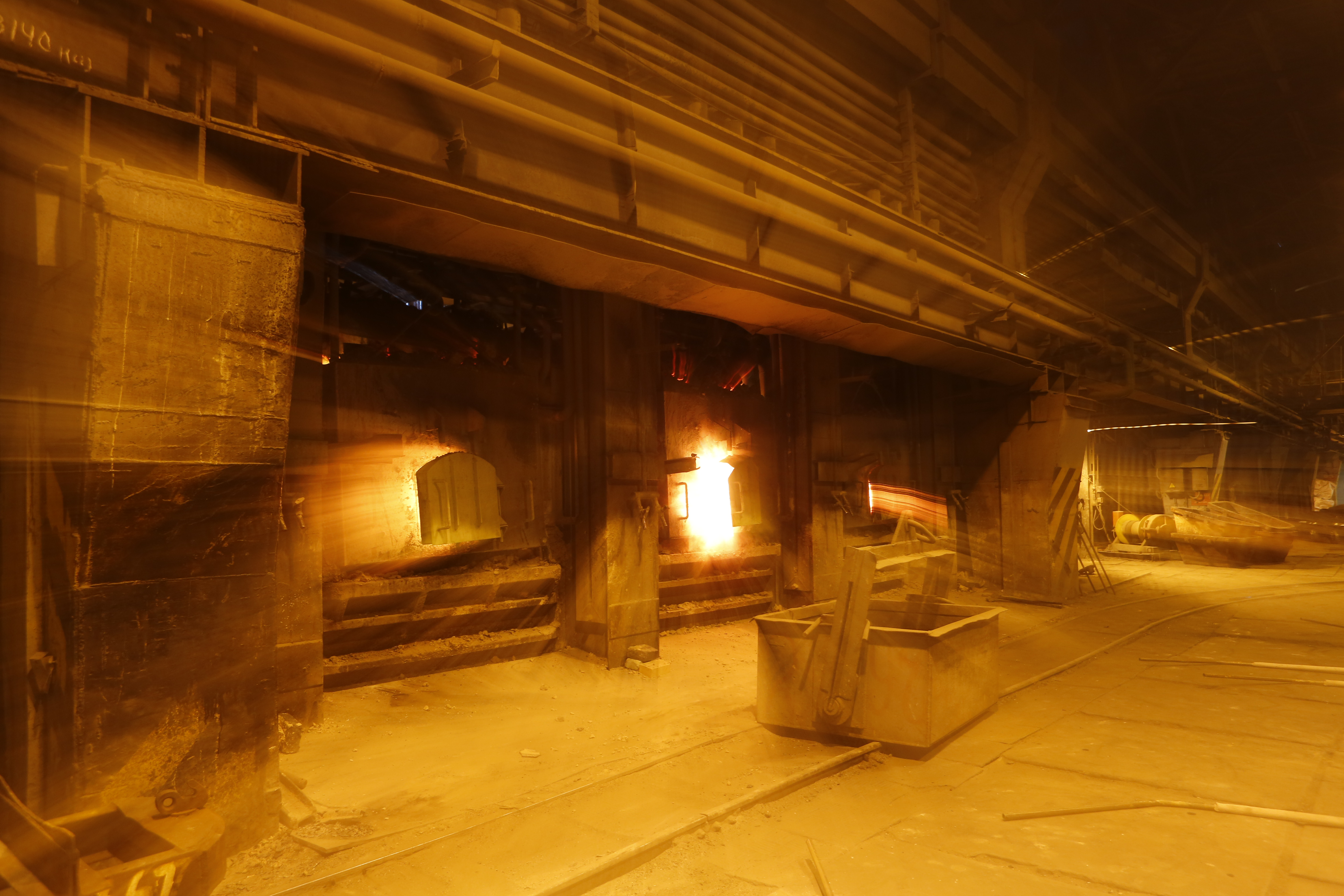
Lò phản xạ nấu quặng đồng tại xí nghiệp của UMMC tại Nga.

Lò phản xạ là một lò luyện kim hay lò chế biến, trong đó nó cô lập nguyên liệu phải chế biến không cho tiếp xúc với nhiên liệu nhưng không cô lập sự tiếp xúc với các khí thoát ra từ sự cháy.

## Hoạt động

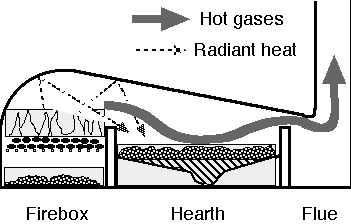
Mô hình lò phản xạ.

Lò phản xạ có thể được chia ra thành các bộ phận sau: Bếp lò là nơi nhiên liệu được đốt để cung cấp nhiệt. Nồi lò là nơi nguyên liệu được cấp nhiệt từ phản xạ của bức xạ nhiệt và đối lưu của khí thoát ra. Ống khói là chỗ để khí từ sự cháy thoát ra.
Lò phản xạ khác với lò cao ở chỗ trong lò cao thì nhiên liệu và nguyên liệu được trộn lẫn trong một khoang. Nó cũng khác với chén nung, lò buồng kín hay bình cổ cong ở chỗ trong các thiết bị này thì nguyên liệu bị cô lập với cả nhiên liệu lẫn các sản phẩm của sự cháy như khí và tro bay. Tuy nhiên, do có rất nhiều kiểu thiết kế lò phản xạ và thuật ngữ của ngành luyện kim chưa được định nghĩa nhất quán, nên nói chung khó mà phủ định một cách tuyệt đối các định nghĩa hay quan điểm khác về lò phản xạ, nhưng từ "phản xạ" được hiểu ở đây như là sự phản xạ của bức xạ nhiệt từ mái lò xuống khối nguyên liệu trong nồi lò.

## Ứng dụng và so sánh với lò cao
Ứng dụng của các thiết bị này được chia thành hai thể loại chung là lò nấu luyện kim và lò chế biến nhiệt độ thấp hơn thông thường được dùng cho quặng kim loại và các khoáng vật khác.
Khi xét theo tính hiệu quả trong so sánh với lò cao thì lò phản xạ là kém ưu thế hơn, do sự tách biệt không gian của nhiên liệu cháy với nguyên liệu được gia công, và điều cần thiết là tận dụng có hiệu quả cả nhiệt bức xạ lẫn tiếp xúc trực tiếp với các khí thoát ra (đối lưu) để tối đa trao đổi nhiệt. Trong quá khứ các lò này sử dụng nhiên liệu rắn, và than mỡ được chứng minh là lựa chọn tốt nhất. Ngọn lửa chói sáng dễ thấy (do lượng chất bốc cao) tạo ra trao đổi nhiệt bức xạ cao hơn so với than đá hay than củi.
Tiếp xúc với sản phẩm của sự cháy, điều có thể thêm các nguyên tố không mong muốn vào nguyên liệu được chế biến, được sử dụng để tạo ra ưu thế trong một số quy trình. Kiểm soát cân bằng nhiên liệu/không khí có thể thay đổi thành phần hóa học của khí thoát ra hoặc là về phía tạo thành hỗn hợp khử hoặc là về phía tạo thành hỗn hợp oxy hóa, và vì thế làm thay đổi tính chất hóa học của nguyên liệu được chế biến. Chẳng hạn, gang đúc có thể được khuấy luyện trong môi trường oxy hóa để chuyển thành thép vừa cacbon hay sắt thỏi. Lò Siemens-Martin trong luyện thép lò bằng cũng là một loại lò phản xạ.
Các lò phản xạ (thường cũng được gọi là lò khí) trước đây cũng được sử dụng để nấu chảy đồng thau, đồng thanh, gang luyện thép để đúc. Trong khoảng 75 năm đầu tiên của thế kỷ 20 chúng cũng là lò nấu luyện chủ yếu trong sản xuất đồng, được dùng trong xử lý tinh quặng đồng sulfide nung kết hay tinh quặng thô. Hiện nay chúng đã bị thay thế trong vai trò này, ban đầu là bởi lò nấu luyện lửa (lò flash) và sau đó là lò Ausmelt và lò ISASMELT, do các loại lò này rất hiệu quả trong việc tạo ra xỉ với tỷ lệ thất thoát đồng rất thấp.

## Lịch sử

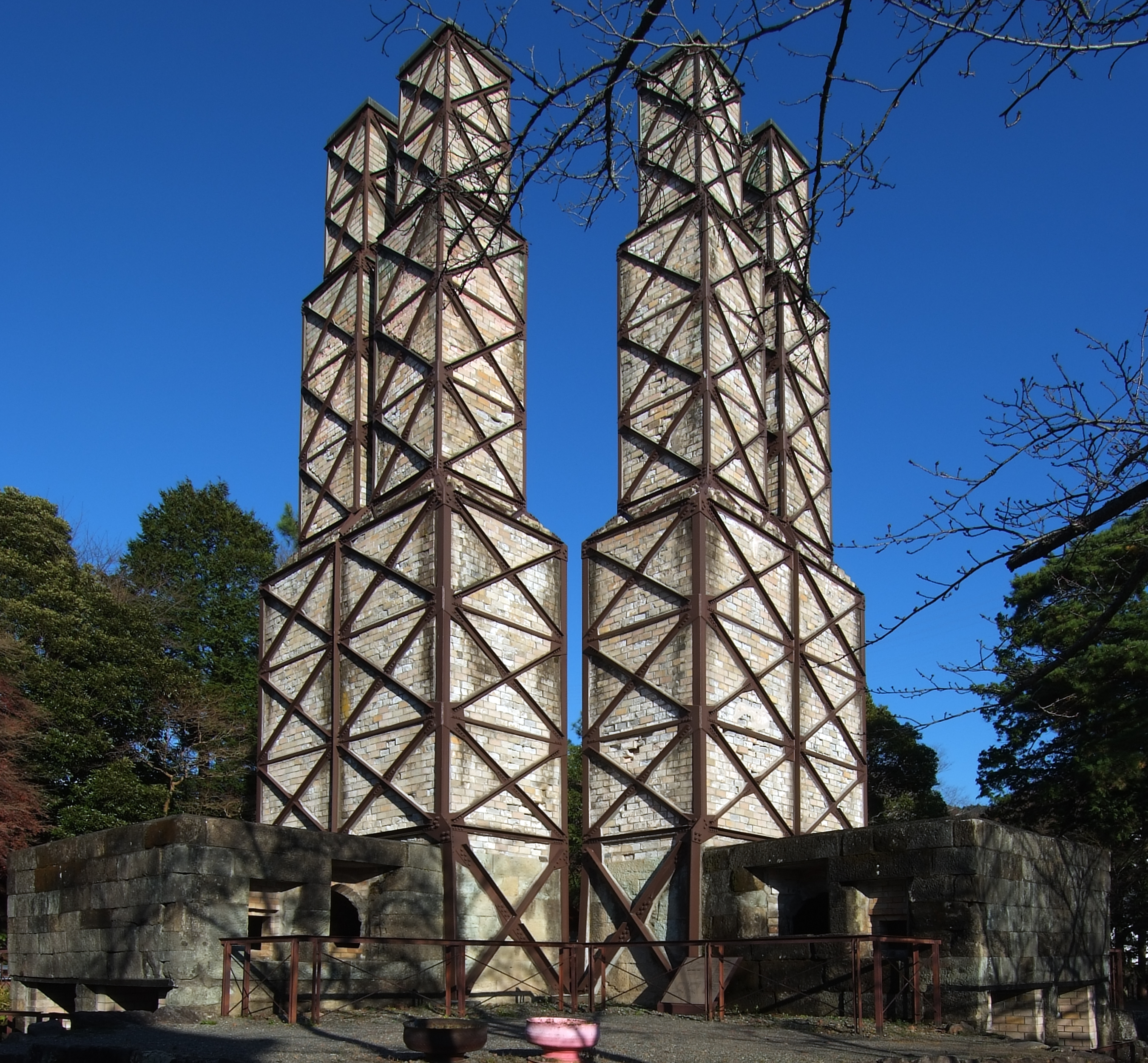
Lò phản xạ Nirayama (韮山, Cửu Sơn) ở Izunokuni, Shizuoka, Nhật Bản. Được xây dựng từ tháng 11 năm 1853, sau 3,5 năm đã hoàn thành vào năm 1857 và vận hành đến năm 1864. Được công nhận là di tích lịch sử ngày 8 tháng 3 năm 1922, Di sản Hiện đại hóa công nghiệp Nhật Bản ngày 30 tháng 11 năm 2007.

Các lò phản xạ đầu tiên có lẽ được xây dựng trong thời Trung cổ và được sử dụng để nấu chảy đồng thanh phục vụ đúc chuông. Chúng được sử dụng để nấu luyện kim loại lần đầu tiên vào cuối thế kỷ 17. Tòng nam tước Clement Clerke và con trai ông là Talbot đã xây dựng các lò đứng hay lò phản xạ trong hẻm núi Avon phía dưới Bristol vào khoảng năm 1678. Năm 1687, trong khi bị cản trở không được nấu luyện chì (do kiện tụng), họ đã chuyển sang nấu luyện đồng. Trong thập niên tiếp theo, lò phản xạ được chấp nhận rộng khắp để nấu luyện các kim loại này và thiếc. Chúng có ưu thế so với các phương thức cũ hơn ở chỗ nhiên liệu là than khoáng chứ không phải than củi hay 'than trắng' (gỗ khô chặt khúc).
Trong thập niên 1690 họ (hoặc những người cộng tác) đã dùng lò phản xạ (được biết đến như là lò khí) để nấu chảy gang thỏi phục vụ cho các công việc đúc. Nó được sử dụng tại Coalbrookdale và nhiều nơi khác, nhưng trở thành lỗi thời vào cuối thế kỷ 18 với sự giới thiệu các lò đứng xưởng đúc, một thể loại lò cao nhỏ cũng như là một thể loại lò phản xạ rất khác biệt.
Lò puddling được Henry Cort giới thiệu trong thập niên 1780 để thay thế quy trình tinh luyện, cũng là một loại lò phản xạ.

## Nấu nhôm
Ngày nay, lò phản xạ được sử dụng rộng rãi để nấu phế liệu nhôm trong công nghiệp đúc khuôn áp lực.
Lò phản xạ đơn giản nhất chỉ thuần túy là một một hộp thép được lót gạch chịu lửa alumina với ống khói ở một đầu và một cửa nâng theo chiều dọc ở đầu kia để nạp nhiên liệu. Các đầu đốt dầu hay khí thông thường nói chung được đặt ở hai bên của đầu kia nơi có cửa nâng nạp nhiên liệu của lò để nung nóng gạch lót lò và cấp nhiệt bằng phản xạ cho khối phế liệu kim loại trong nồi lò để làm nóng chảy nó. Khối kim loại lỏng này sau đó được rót vào máy đúc khuôn để sản xuất nhôm thỏi.